# جان کیرک (دوچرخه‌سوار)
جان کیرک (انگلیسی: John Kirk; ۲۰ نوامبر ۱۸۹۰ – ۲۵ مارس ۱۹۵۱) دوچرخه‌سوار اهل بریتانیا بود. وی در بازی‌های المپیک تابستانی ۱۹۱۲ شرکت کرده است.